# NGC 4989
NGC 4989 is een lensvormig sterrenstelsel in het sterrenbeeld Maagd. Het hemelobject werd op 17 april 1784 ontdekt door de Duits-Britse astronoom William Herschel.

## Synoniemen
- MCG -1-34-5
- PGC 45606

## 51-θ Virginis
Vanaf de aarde gezien staat het stelsel NGC 4989 schijnbaar dicht bij de ster 51-θ Virginis. Op sommige telescopisch verkregen foto's waar NGC 4989 op te zien is, kan tevens het schijnsel van 51-θ Virginis opgemerkt worden.